# Criswell

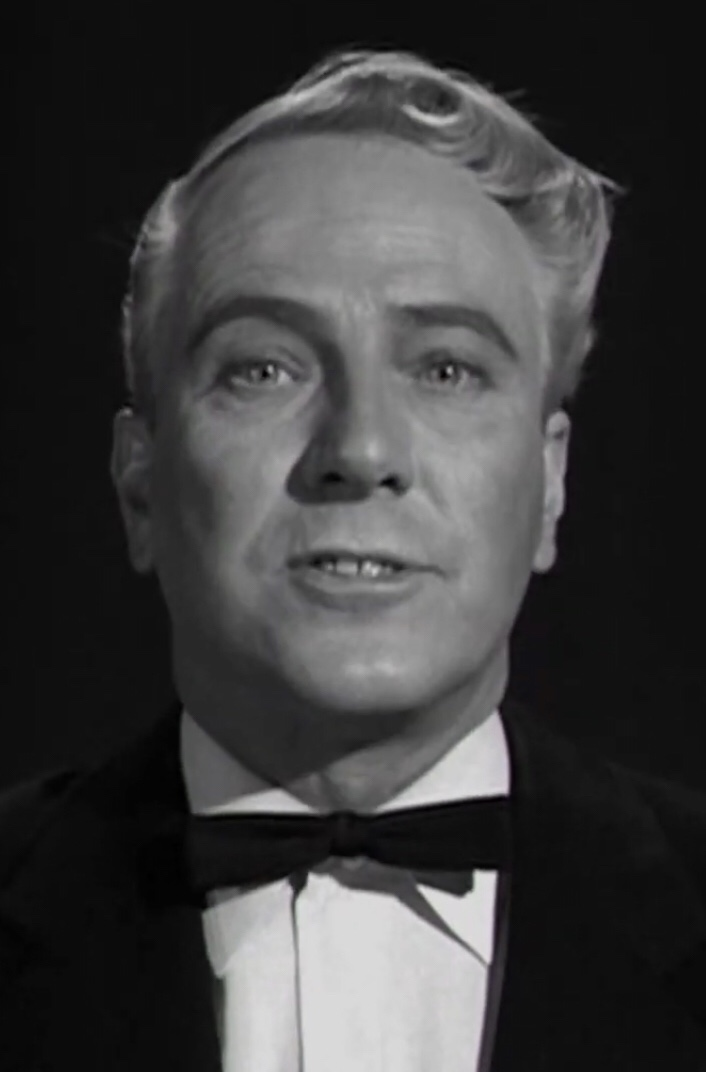
Jeron Criswell King 1957.

Criswell, auch bekannt als The Amazing Criswell (bürgerlich Jeron King Criswell, * 18. August 1907 in Princeton, Indiana; † 4. Oktober 1982 in Burbank, Kalifornien) war ein US-amerikanischer Unterhaltungskünstler, Hellseher sowie Schauspieler in den Filmen von Ed Wood.

## Leben
Bevor Jeron King Criswell unter dem Namen „The Amazing Criswell“ zu einem der bekanntesten Hellseher der Vereinigten Staaten wurde, arbeitete er als Zeitungsredakteur und Radiomoderator. Er studierte Musik an der University of Cincinnati. Zwischen 1953 und 1961 hatte er seine eigene, fünfminütige, tägliche Fernsehshow Criswell Predicts, in der er Ereignisse in der Zukunft vorhersagte. Er trat auch in anderen Fernseh- und Radioshows auf. Er veröffentlichte außerdem 1968 das Buch Criswell Predicts: From Now to the Year 2000 mit seinen Prophezeiungen. Criswell selbst gab an, dass 87 % seiner Prophezeiungen wahr geworden seien. Im Privatleben soll er auf die Frage, ob er denn wirklich hellsehen könne, geantwortet haben, dass er das Talent gehabt habe, „bis ich begann Geld dafür zu nehmen.“
Seine bekannteste – zutreffende – Voraussage machte er am 10. März 1963 im „Jack Paar TV special“, als er verkündete, US-Präsident John F. Kennedy würde sich 1964 nicht zur Wiederwahl stellen, da ihm im November 1963 „etwas zustoße“. Andere Voraussagen, wie das Ende der Welt am 18. August 1999 sowie sein eigener Flug zum Mond (zusammen mit seiner Freundin Mae West als US-Präsidentin), erfüllten sich nicht. Der geschichtsinteressierte Criswell betrachtete die Vereinigten Staaten als die modernen Römer.
Bekannt ist Criswell außerdem für Rollen in drei Trashfilmen seines Freundes Ed Wood: 1959 fungierte er in Woods Film Plan 9 aus dem Weltall als Erzähler, der sowohl den Prolog als auch den Epilog des Filmes hält. Plan 9 aus dem Weltall gilt heute häufig als schlechtester Film aller Zeiten. Im selben Jahr spielte Criswell sich selbst in Night of the Ghouls, einem weiteren billigen Wood-Film. 1965 spielte er erneut unter Woods Regie den Imperator im Film Orgy of the Dead. Durch seine Auftritte bei Wood wurde Criswell zu einer bedeutenden Figur der Trashkultur.
Criswell war auch im Privatleben eine schillernde Persönlichkeit, umgab sich gerne mit Gleichgesinnten und pflegte ein skurriles Image. Seine enge Freundin Mae West beschäftigte Criswell als ihren persönlichen Hellseher und verkaufte ihm ihre alten Luxusautos für 5 US-Dollar. Außerdem nahm sie den Song Criswell Predicts auf. Zu Criswells Gewohnheiten zählte es beispielsweise, gelegentlich in Särgen zu schlafen und von deren Bequemlichkeit zu schwärmen. Seine letzte Ruhestätte fand Criswell nach seinem Tod im Alter von 75 Jahren im Pierce Brothers Valhalla Memorial Park, North Hollywood – in einer Urne.
Er war verheiratet mit Halo Meadows (1905–1985), einer Tänzerin und Schauspielerin.

## Filmografie
- 1959: Plan 9 aus dem Weltall (Plan 9 from Outer Space)
- 1959: Night of the Ghouls
- 1965: Orgy of the Dead